# Rosso Orvietano Aleatico
Il Rosso Orvietano Aleatico è un vino DOC la cui produzione è consentita nella provincia di Terni.

## Caratteristiche organolettiche
- colore: rosso granato con tonalità violacee
- odore: finemente armonico, caratteristico
- sapore: tipico, morbido, vellutato, talvolta amabile o dolce

## Produzione
Provincia, stagione, volume in ettolitri
- nessun dato disponibile